# Marcusenius sp. nov. 'Malindi'
Marcusenius sp. nov. 'Malindi é uma espécie de peixe da família Mormyridae.
É endémica do Quénia.
Os seus habitats naturais são: rios.